# Rock Radio
Rock Radio (früher: Roxy FM oder auch Radio Roxy – Radio Group) ist ein privater Hörfunksender in Polen. Die regionalen Programme senden aus Krakau, Oppeln, Posen und Warschau.

## Geschichte

Altes Logo (Radio Roxy FM)

Das frühere Programm wurde als Sendernetzwerk von sieben eigenständigen regionalen Radiostationen aufgebaut. Es basierte seit einer Programmreform im Jahr 2009 auf einem breiten Angebot alternativer Musik, bestehend aus Alternative Pop und -Rock, Elektronischer Musik und Hip-Hop. Damit wollte der Sender v. a. junge Menschen anzusprechen. Redaktionell ergänzt wird das Programm damals wie heute durch Lifestyle- und Kulturmeldungen und Nachrichten aus der Musikszene.
Am 31. Januar 2014 wurde die Senderfamilie überarbeitet und Rock Radio als neuer Sender geschaffen. Er ist Nachfolger als Hauptprogramm über UKW. Die UKW-Sender Bydgoszcz, Wrocław und Katowice wurden aufgegeben. Eingeführt wurde ein Musikangebot mit aktuellen Titeln und Klassikern der Rockmusik. Die Internetkanäle (bisher Indie, Metal, Punk, Elektronische Musik und Polnische Musik) wurden ebenfalls überarbeitet.

### „Das kleinste Konzert der Welt“
Roxy FM war unter anderem bekannt für seine Konzertserie unter dem Titel „Das kleinste Konzert der Welt“ (Najmniejszy koncert świata). Diese Konzertreihe veranstaltete Roxy FM als geschlossene Veranstaltungen für seine Hörer. Die Konzertkarten wurden zu 10 bis 20 Stück pro Konzert an die Hörer des Senders verlost. Einige Auftritte sind auf DVD erschienen.
Die Konzertreihe wurde von der studentischen Journalistenorganisation MediaTory in der Spezialkategorie „Veranstalter“ nominiert.

### Internetsender
Heute werden auf der Homepage des Senders folgende Internet-Spartensender angeboten:
- Radio American Rock
- Radio Rock: Klasyka
- Radio Polski Rock
- Radio Poranek Z Tubą
- Radio Rock '80
- Radio Rock Alternatywny
- Radio Roxy Fm
- Radio Rock '90
- Radio Punk Rock

## Empfang
Das Programm ist über folgende UKW-Frequenzen zu empfangen: Krakau (103,8 MHz), Opole (106,6 MHz), Poznań (105,4 MHz) und Warschau (103,7 MHz).
Außerdem wird auf der Homepage des Senders ein Livestream angeboten.